# San Silvestro (Triest)

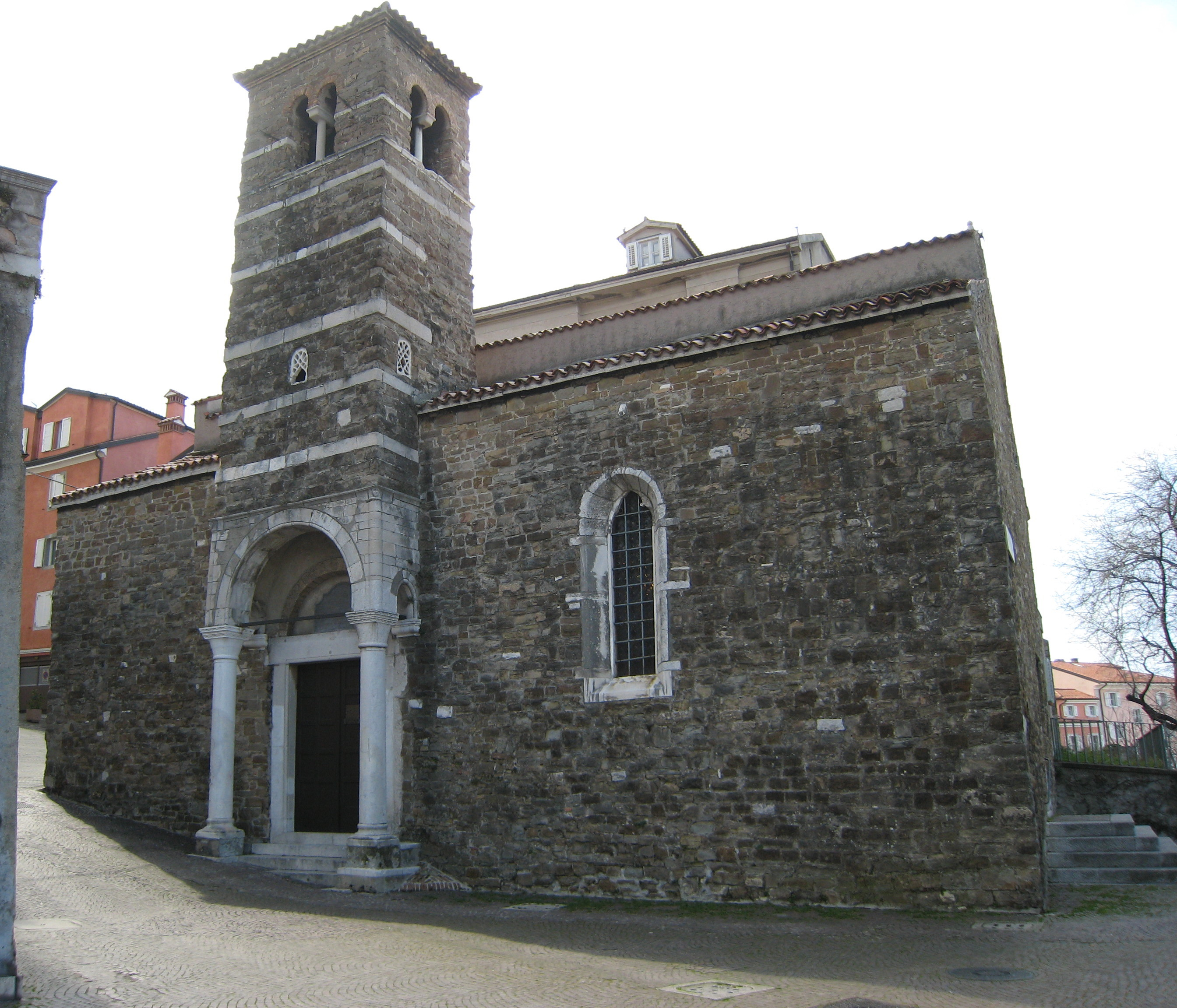
Basilika San Silvestro

Die Kirche San Silvestro ist eine Pseudobasilika in der norditalienischen Stadt Triest. Das romanische Kirchengebäude aus dem 11. Jahrhundert ist der älteste erhaltene Sakralbau der Stadt. Seit 1785 befindet sich das Gebäude im Besitz der Helvetischen Gemeinde (Confessio Helvetica Posterior). Seit einem Abkommen zwischen der Helvetischen und der Waldenser Gemeinde im Jahr 1927 wird die Basilika von beiden reformierten Glaubensgemeinschaften genutzt. 

## Name
Das Gotteshaus ist Papst Silvester geweiht. Während der Auseinandersetzungen zwischen Kaiser und Papst im 11. Jahrhundert bedeutet das Patrozinium des Heiligen Silvester eine Aufforderung zu einer freien, vom Kaiser unabhängigen Kirche. Denn Silvester hatte der Legende nach vom römischen Kaiser Konstantin dem Großen das so genannte Patrimonium Petri zum Geschenk erhalten, das die Grundlage für den späteren Kirchenstaat bilden sollte. 

## Lage
Die Basilika befindet sich in der Via del Collegio am Fuße des Stadthügels San Giusto direkt neben der barocken Pfarrkirche Santa Maria Maggiore. 

## Geschichte
Der Legende nach befand sich an der Stelle, an der das heutige Gotteshaus steht, das Wohnhaus von zwei Triestiner Märtyrerinnen, der Heiligen Eufemia und der Heiligen Thekla. Der Überlieferung zufolge erlitten die beiden Christinnen in ihrem Haus 256 den Märtyrertod. Neueren Erkenntnissen zufolge handelte es sich allerdings bei den beiden Frauen um Euphemia von Chalkedon und Thekla von Iconium, zwei Heilige, die nicht aus Triest stammten, sondern unter anderem im benachbarten Aquileia verehrt wurden und im Laufe der Zeit zu einheimischen Märtyrern gemacht wurden.
Es wird vermutet, dass Teile des heutigen Gebäudes bis ins 9. Jahrhundert zurückdatiert werden können. Der Gesamtbau stammt allerdings aus dem 11. Jahrhundert und wird unter anderem auf den Triestiner Bischof Bernhard II. zurückgeführt. Die erste urkundlich belegte Weihe erfolgte im Jahr 1332. Das romanische Gebäude wurde im Laufe der Jahrhunderte durch barocke Umbauten vollständig verändert. 
Mit dem Edikt von Kaiser Josef II. wurde San Silvestro 1784 zusammen mit zwölf anderen Kirchen in Triest für den katholischen Gottesdienst geschlossen und zur Versteigerung freigegeben. 1785 wurde die Kirche von der Helvetischen Gemeinde (Confessio Helvetica Posterior) ersteigert, die 1782 nach dem Toleranzpatent von Kaiser Josef II. von Schweizer Einwanderern, die vorwiegend aus dem Kanton Graubünden stammten, gegründet wurde. 
1927 schloss sich die Helvetische Glaubensgemeinschaft mit der Waldenser Gemeinde der Stadt zusammen. Seit diesem Abkommen ist das Kirchengebäude im Besitz der beiden reformierten Glaubensgemeinschaften und wird von beiden als Gotteshaus genutzt. 
Erst 1927 wurde das ursprüngliche, schlichte Äußere der Kirche wiederhergestellt.